# Тънково (област Хасково)
 За другото българско село вижте Тънково (Област Бургас).  
Тънково е село в Южна България. То се намира в община Стамболово, област Хасково.

## Редовни събития
На 03.06. по случай св. св. Константин и Елена, всяка година има панаир.